# 기아 포르테
기아 포르테(Kia Forte)는 대한민국의 대표적인 자동차 제조업체인 기아자동차의 대표적인 준중형 승용차 쎄라토의 후속 차종으로 프로젝트명은 TD(포르테 쿱은 XK)이다. 대한민국을 제외한 일부 국가에서는 이미 2008년 8월에 단종된 쎄라토란 차명이 수출명으로 이용되었으나, 쎄라토가 스펙트라로 판매된 미국과 캐나다에서는 대한민국과 같은 차명인 포르테로 수출되었다. 2013년에 단종되었다.

## 1세대(TD/XK)

### 포르테(2008년8월~2013년9월 2일)

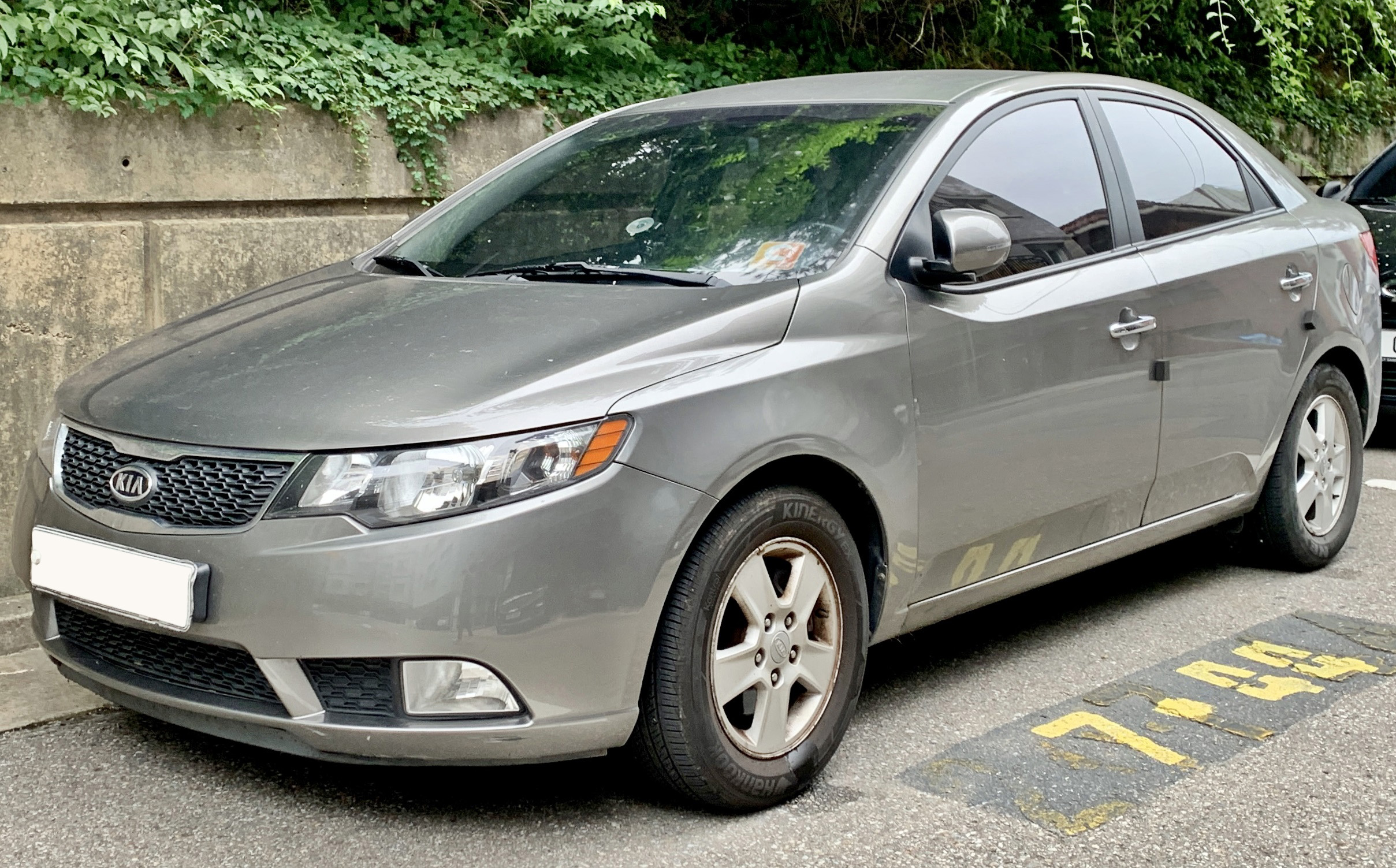
기아 뉴 포르테 정측면

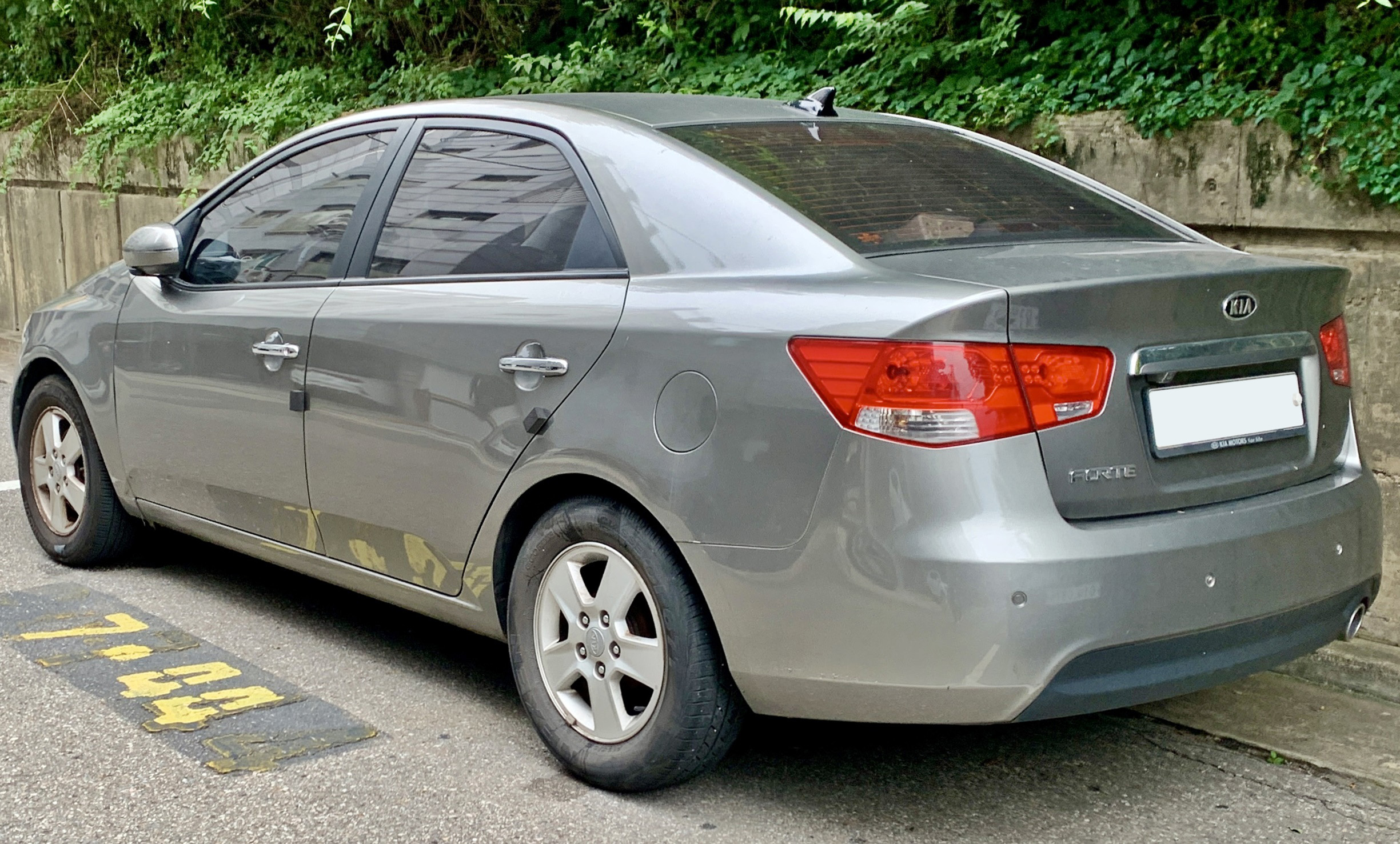
기아 뉴 포르테 후측면

2008년 8월 21일에 출시되었고, 준중형급 최초로 버튼 시동 스마트 키, 경제 운전 안내 시스템, 하이 테크 슈퍼 비전 클러스터 등이 적용되었다. 로체 이노베이션부터 적용된 호랑이의 눈, 코, 입을 형상화한 기아자동차의 패밀리 룩이 반영된 라디에이터 그릴이 적용되었다. 차명인 포르테는 강하게라는 의미를 지닌 음악 용어에서 따왔으며, 현대 아반떼(HD)와 엔진, 플랫폼, 부품 등을 공유한다. 2008년에 뉴욕 국제 오토쇼에서 컨셉트 카 쿱이 발표되었고, 쿱의 양산형인 포르테 쿱은 2009년 6월 11일에 출시되었다. 중국에서는 포르테 쿱이 슈마 쿱이라는 차명으로 판매가 되었다. 같은 해 7월 2일에는 MP3 카 오디오가 적용되고, 7월 15일에는 하이브리드 시스템을 얹은 포르테 하이브리드 LPi가 출시되었으며, 대한민국에서만 판매되었다. 2010년 9월 2일에는 1.6ℓ 감마 GDi 가솔린 엔진을 탑재한 뉴 포르테 해치백이 출시되었고, 동시에 기존의 뉴 포르테와 뉴 포르테 쿱도 1.6ℓ 감마 GDi 가솔린 엔진으로 교체되었고, 1열 사이드 에어백과 커튼 에어백이 기본 적용되었다. 2011년 2월 21일부터는 ISG(Idle Stop&Go) 시스템을 장착한 뉴 포르테 에코 플러스가 더해졌다. 2012년 9월에 후속 차종인 K3가 출시되어 세단이 먼저 단종되었으며, 뉴 포르테 쿱과 포르테 하이브리드 LPi는 이듬 해  2013년 8월 1일에 단종되었고 같은 해 뉴 포르테 해치백은 9월 2일에 단종되었다. 하지만 중국에서는 더 뉴 포르테가 2013년 11월에 페이스 리프트를 거쳐 한동안 판매되었으며, 뉴 포르테의 후속 차종인 K3는 미국과 캐나다 등 일부 국가에서 포르테가 여전히 수출명으로 쓰이고 있다.

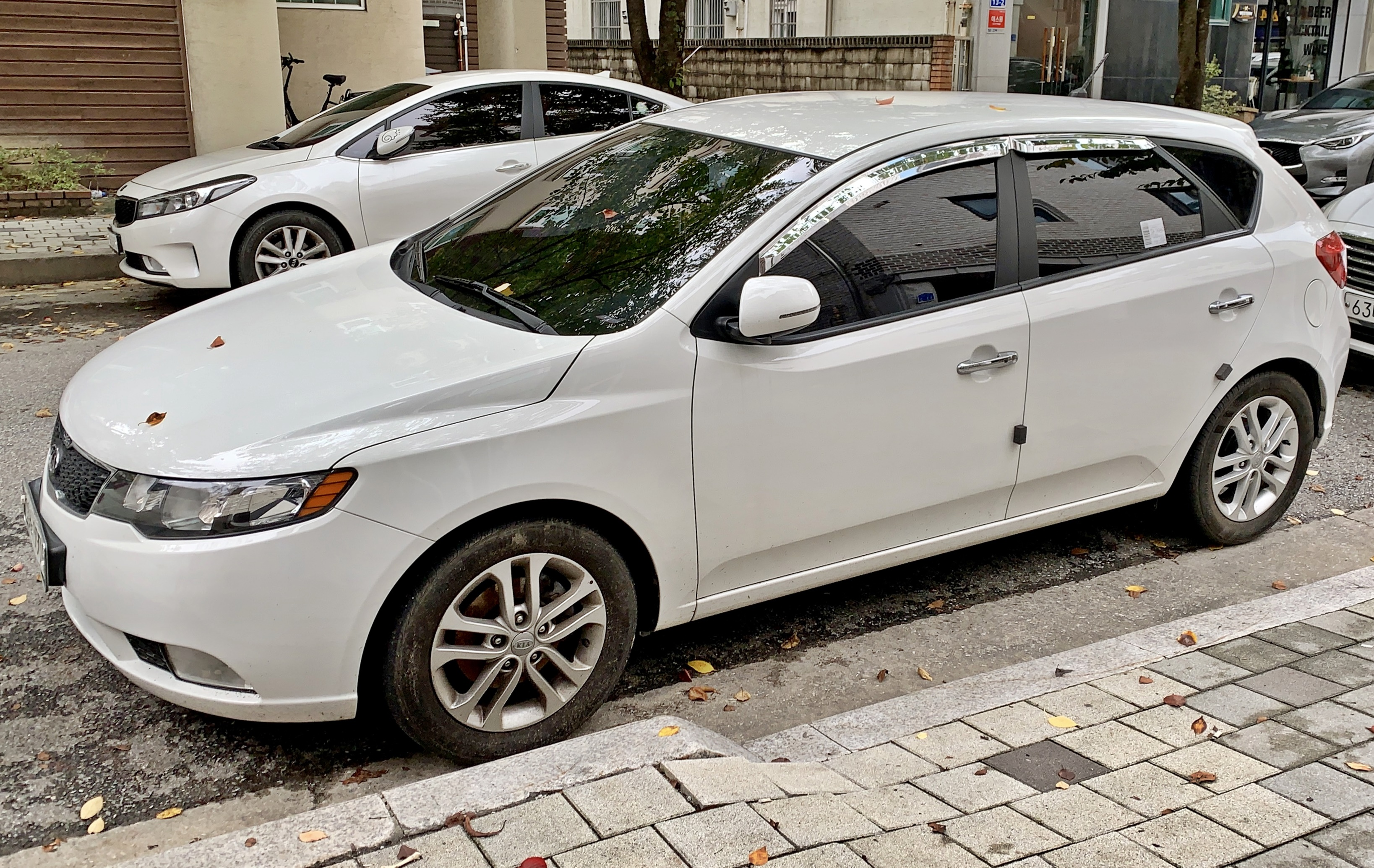
기아 뉴 포르테 해치백 정측면
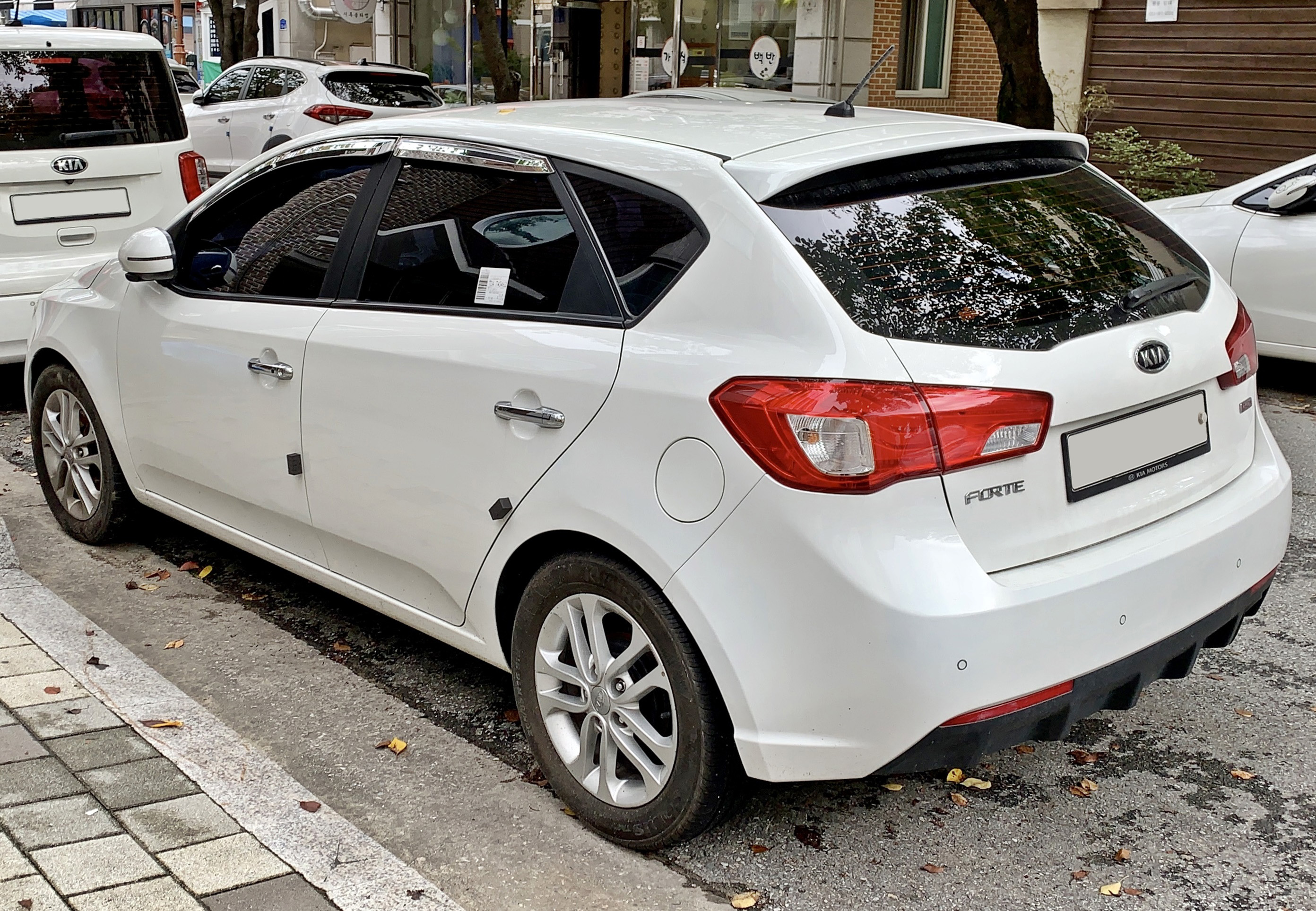
기아 뉴 포르테 해치백 후측면
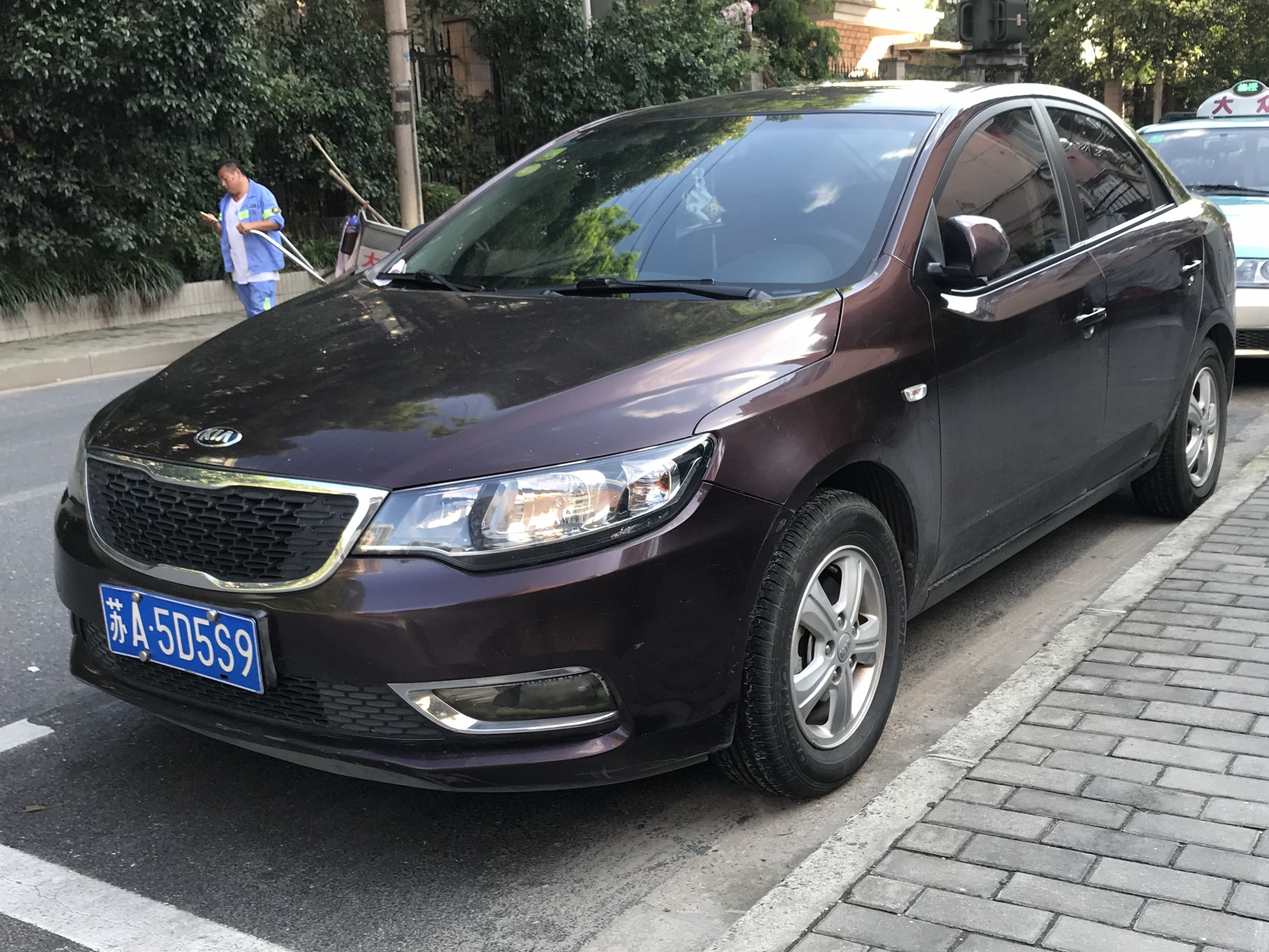
기아 포르테 푸뤼디(중국 현지 차종, 후기형) 정측면
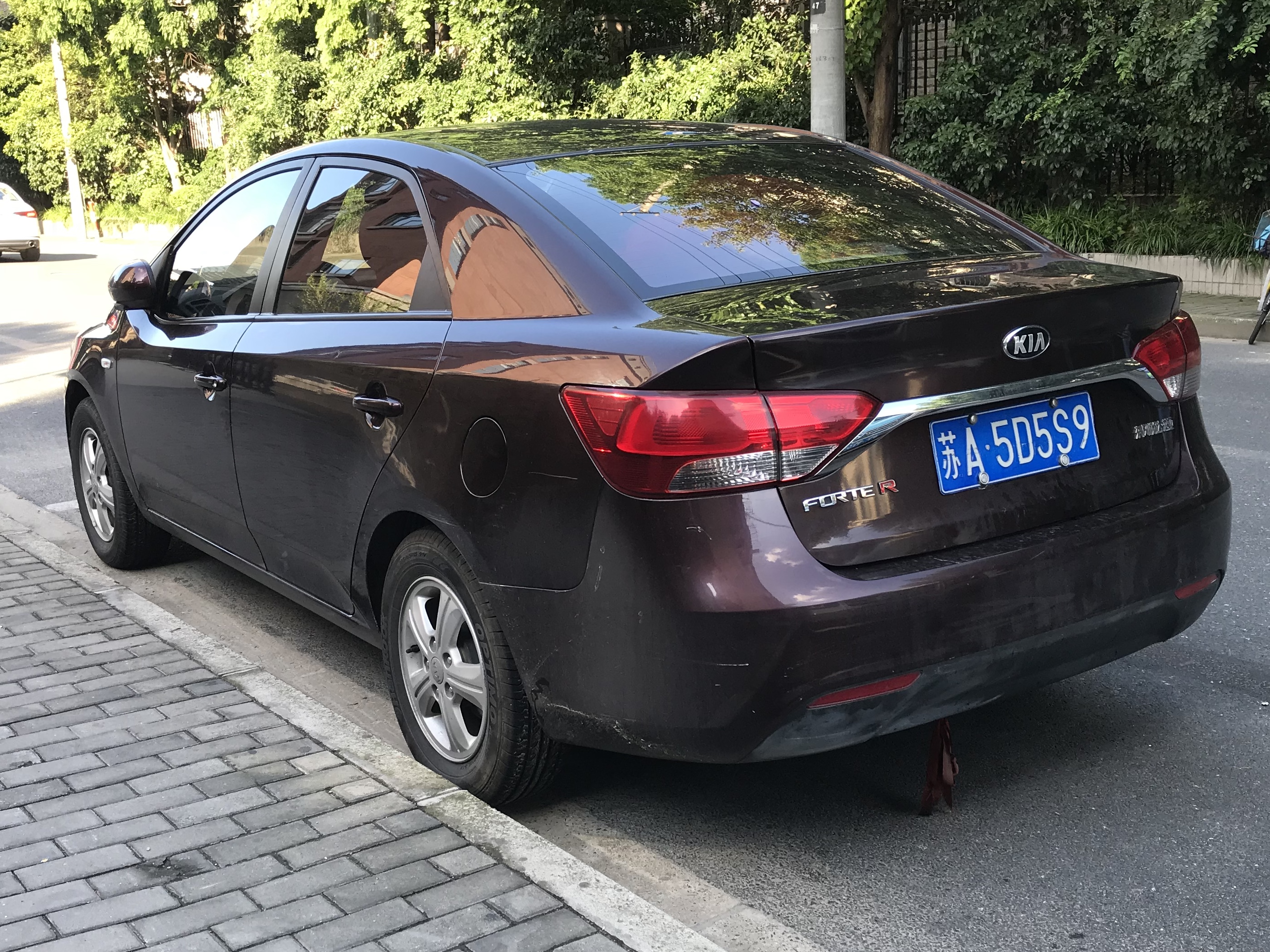
기아 포르테 푸뤼디(중국 현지 차종, 후기형) 후측면
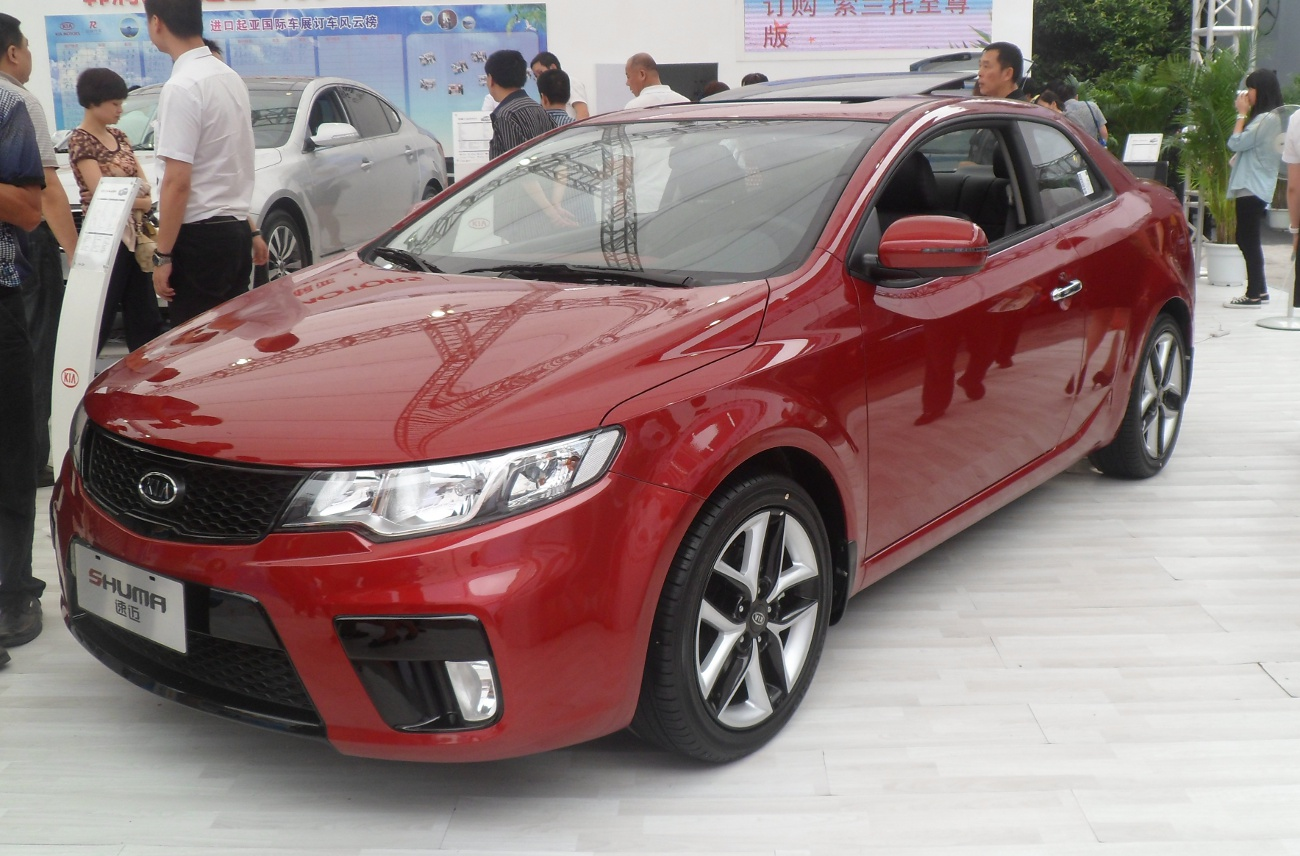
기아 슈마 쿱(중국 현지 차종) 정측면
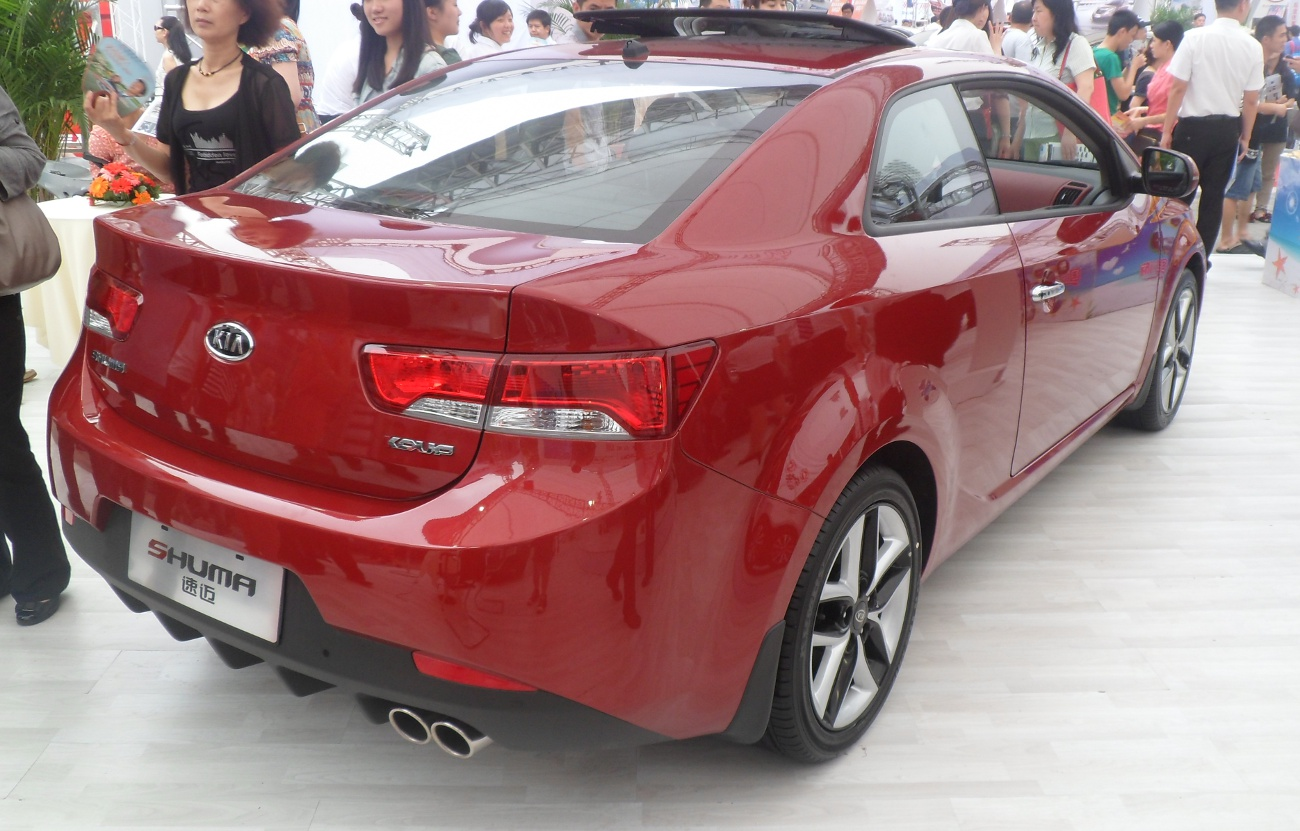
기아 슈마 쿱(중국 현지 차종) 후측면
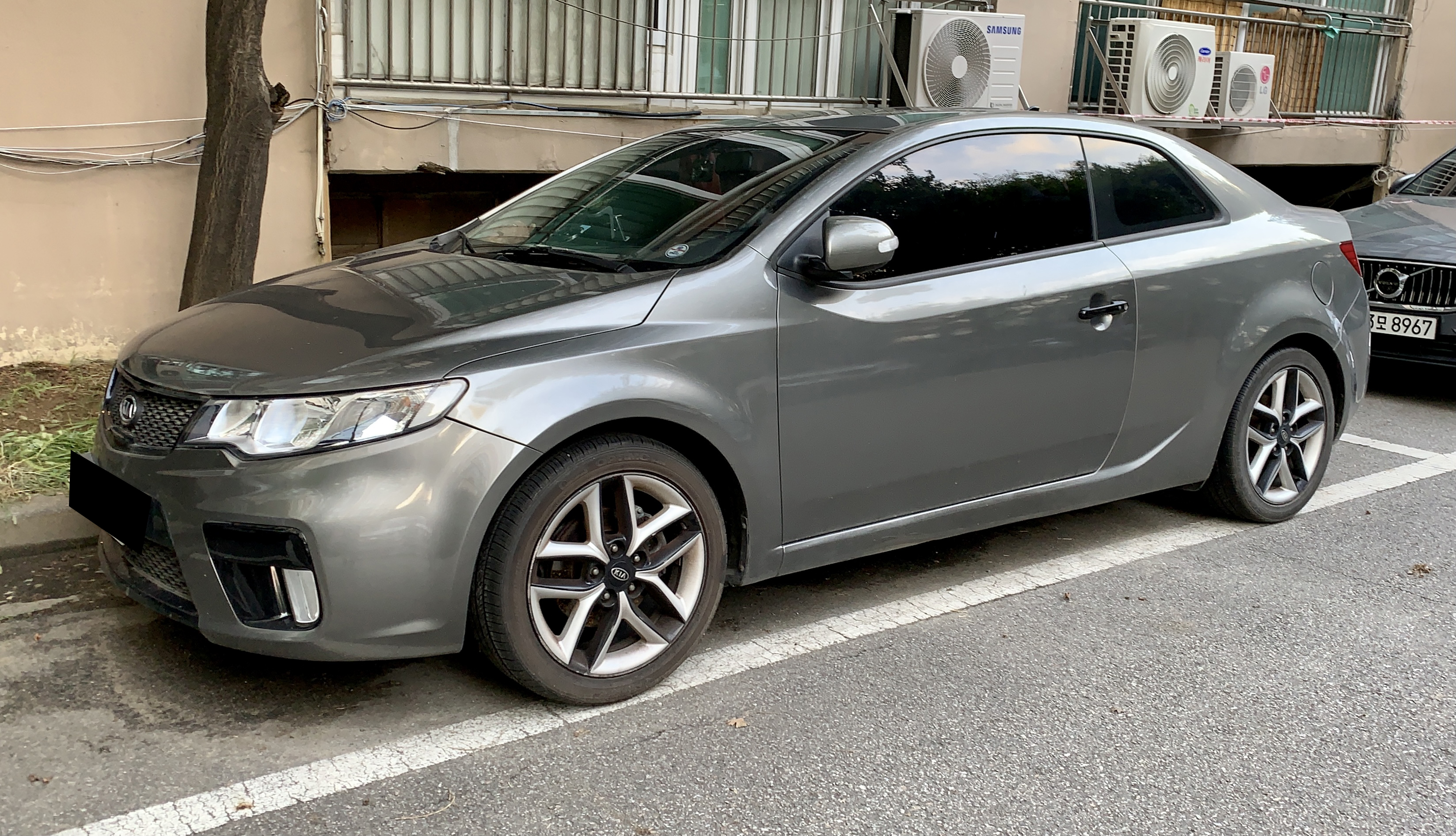
기아 포르테 쿱 정측면
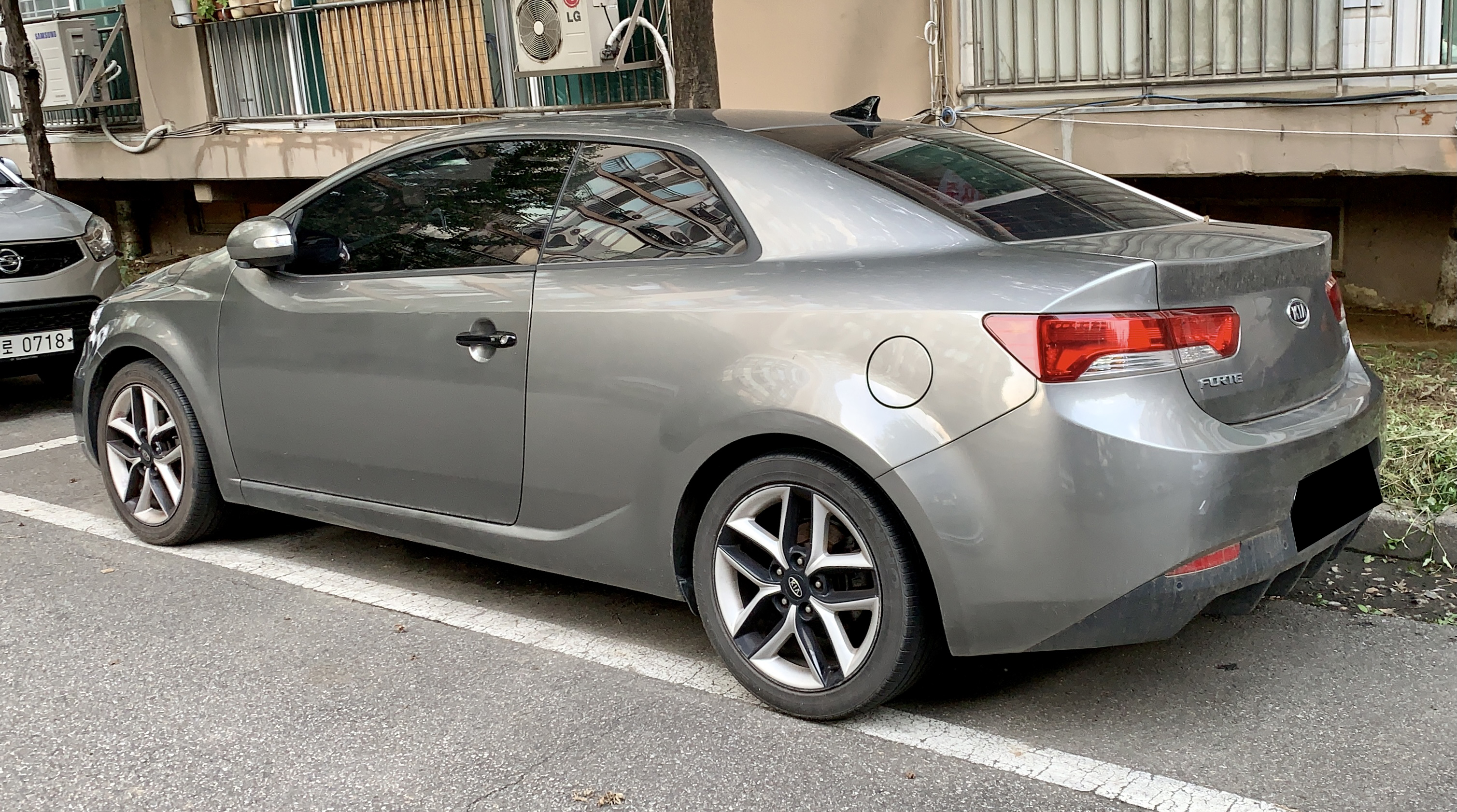
기아 포르테 쿱 후측면
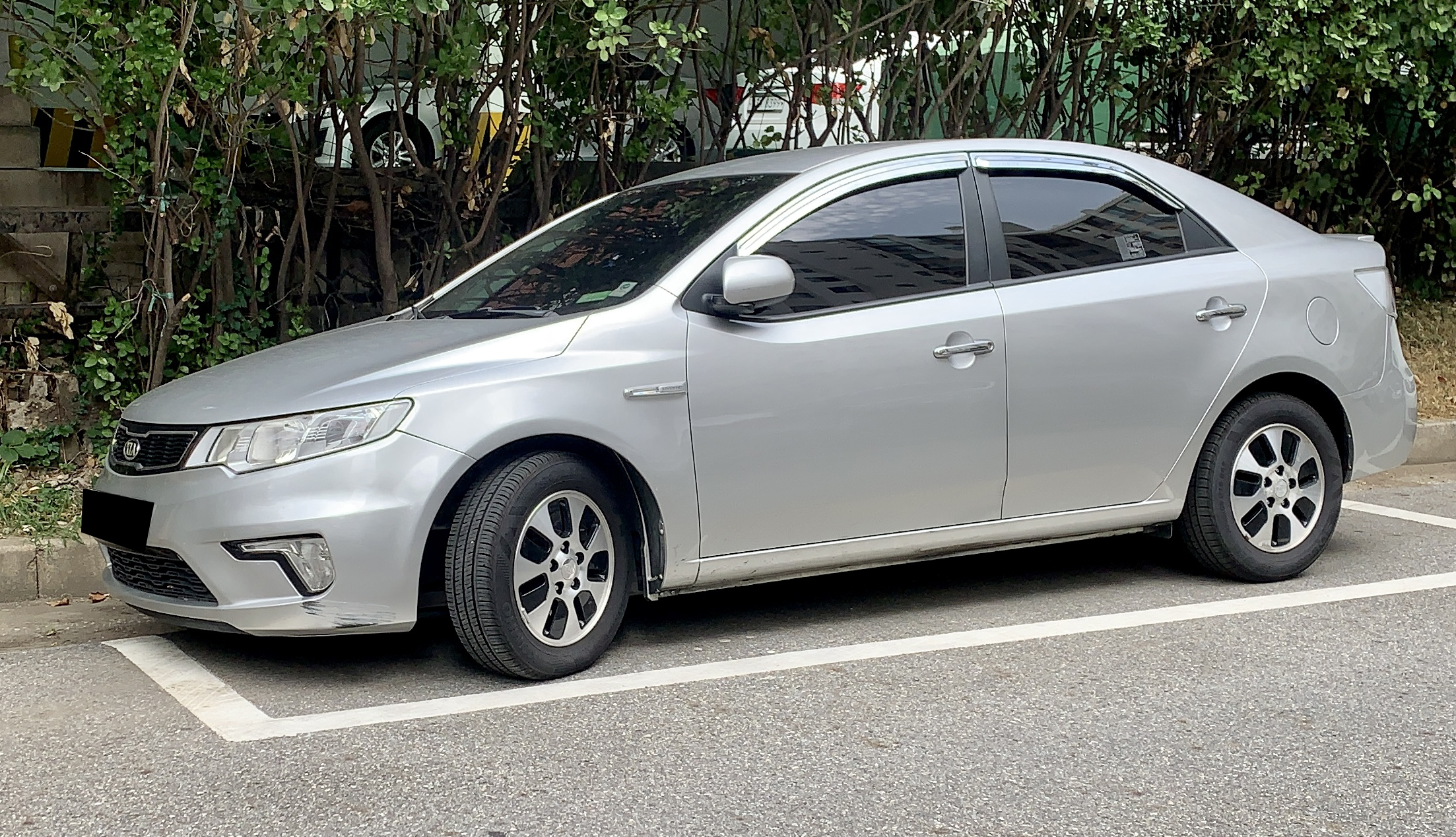
기아 포르테 하이브리드 LPi 정측면
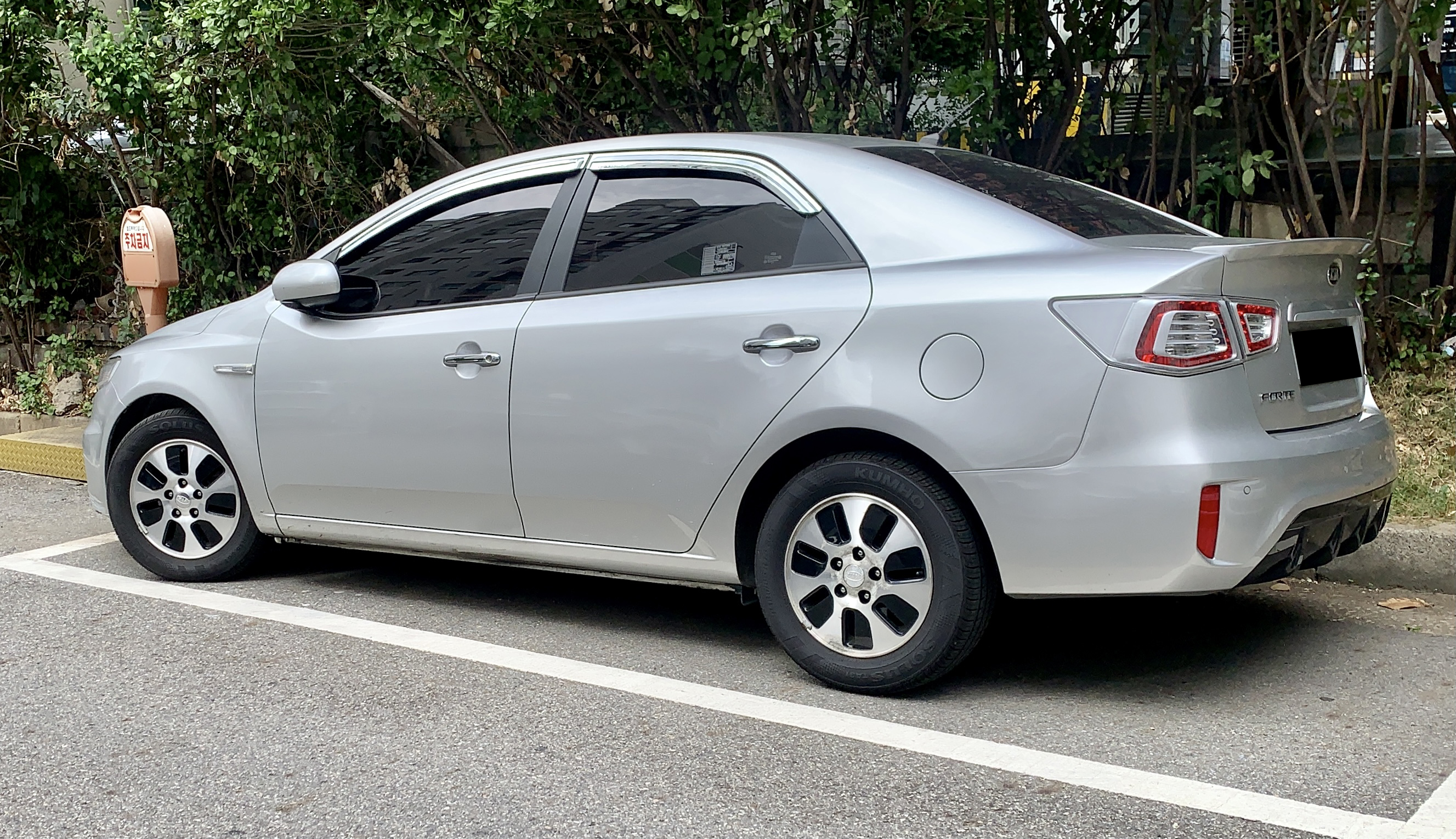
기아 포르테 하이브리드 LPi 후측면
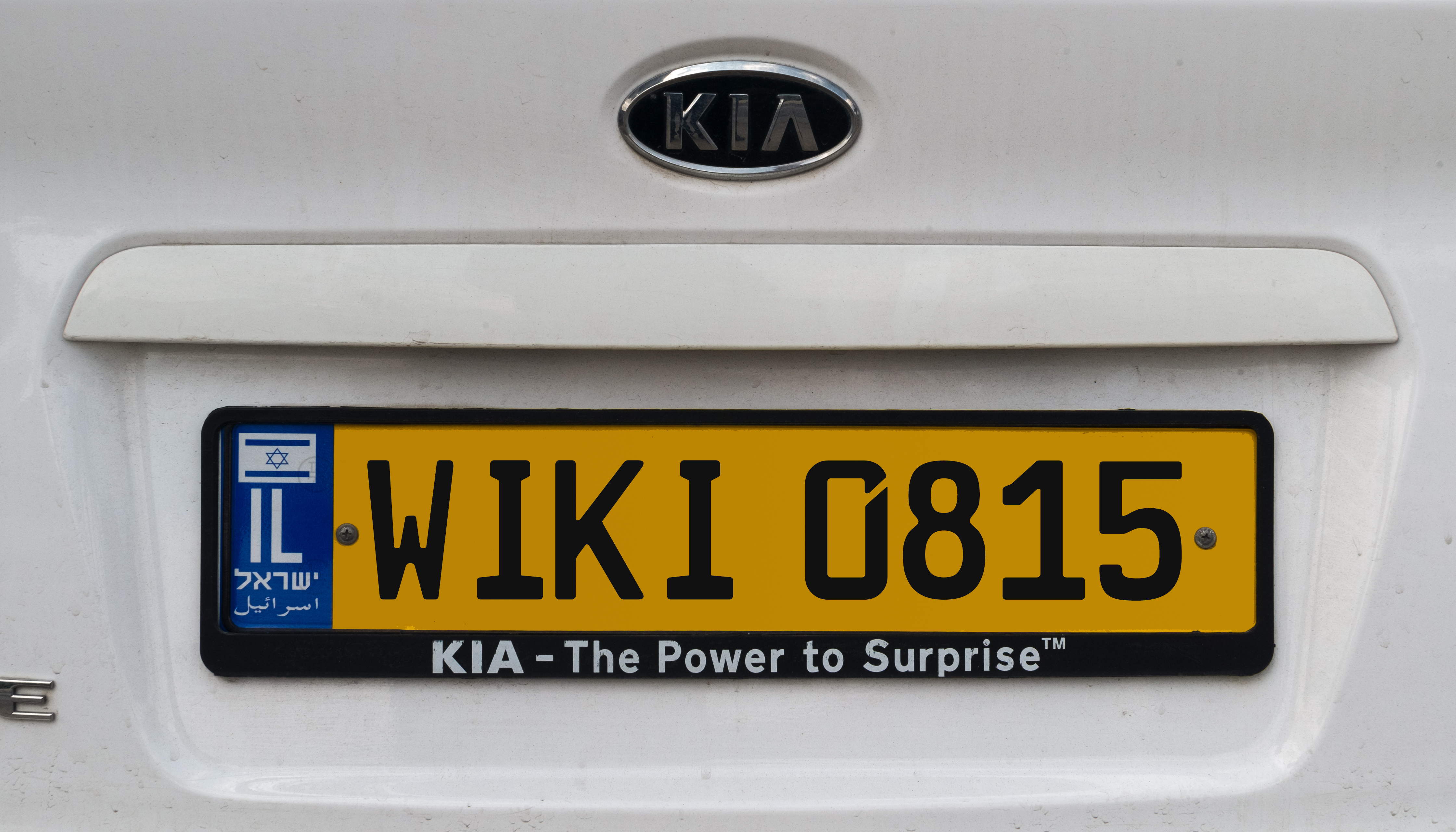
기아 포르테 이스라엘 번호판
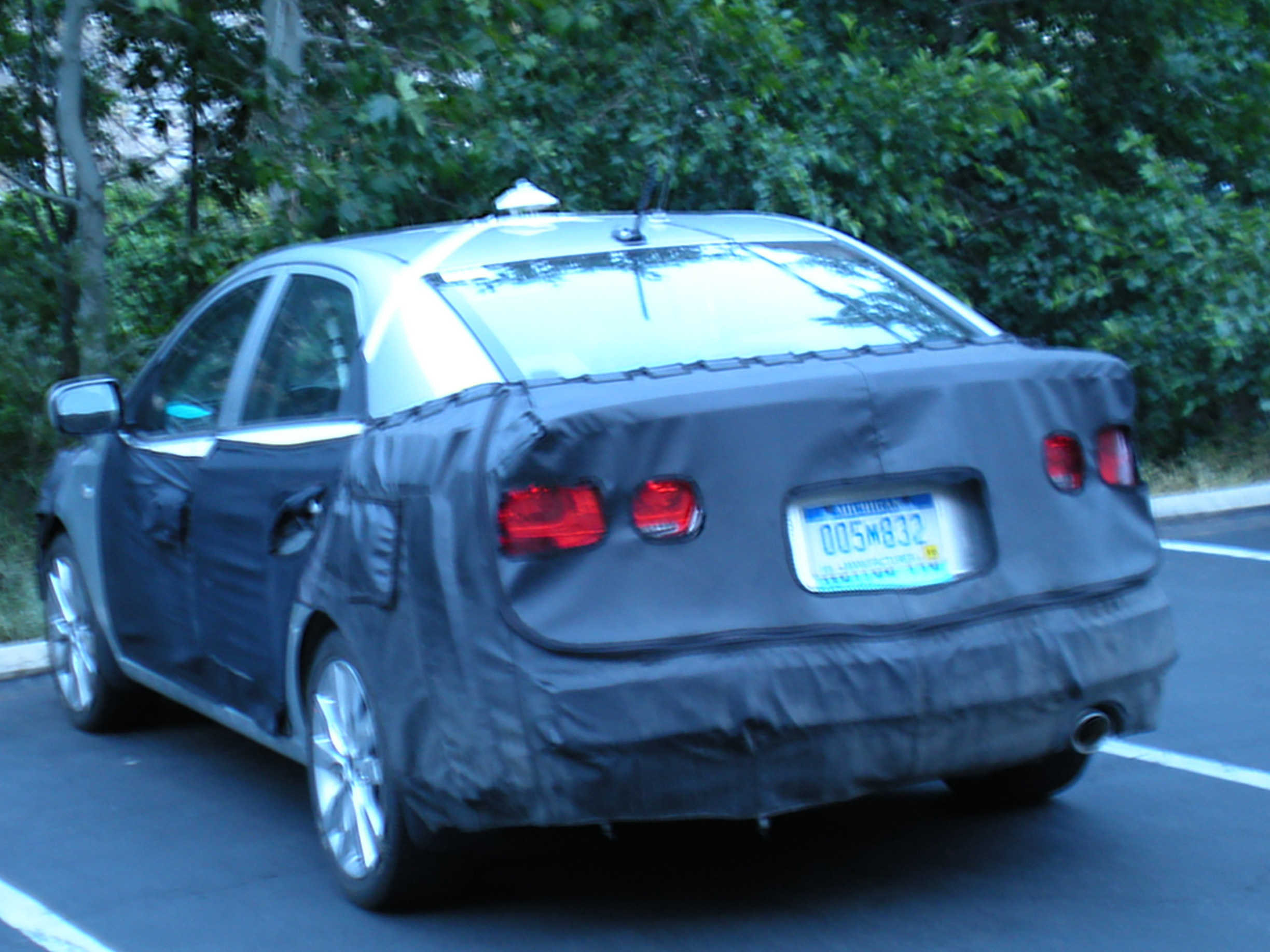
기아 포르테 테스트뮬 후측면
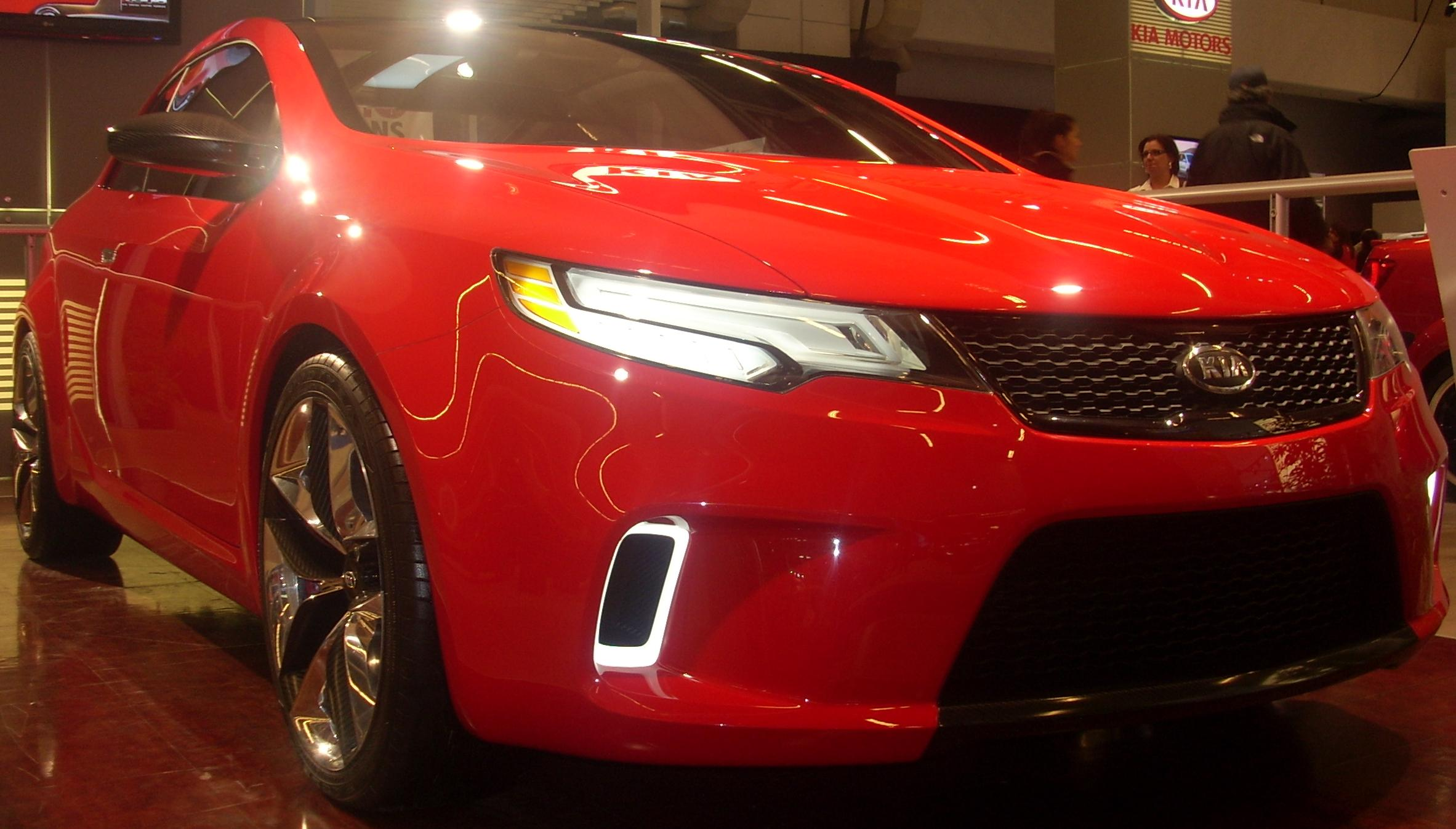
기아 KCD-4 컨셉트카 정측면
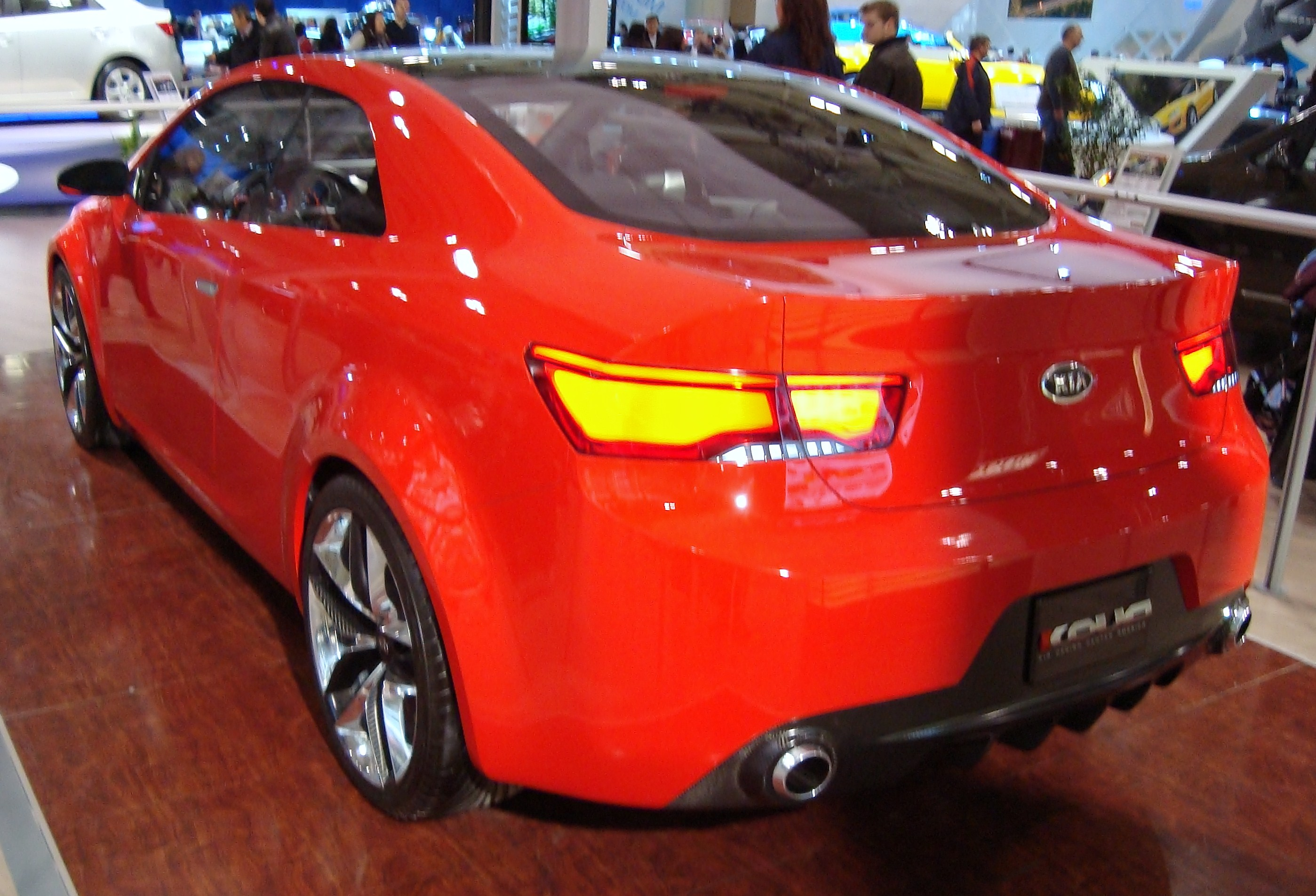
기아 KCD-4 컨셉트카 후측면

| 구분                    | 포르테 1.6ℓ 감마 MPi (2008년~2010년)                        | 뉴 포르테 1.6ℓ 감마 GDi (2010년~2012년) | 뉴 포르테 1.6ℓ 감마 GDi 에코 플러스 (ISG 장착) (2011년~2012년) | 포르테 2.0ℓ 세타 Ⅱ MPi (2009년~2010년) | 포르테 1.6ℓ U Ⅱ VGT (2008년~2010년) | 뉴 포르테 1.6ℓ 감마 LPi (2010년~2012년) | 뉴 포르테 해치백 1.6ℓ 감마 GDi (2010년~2013년)                                                                                  |
| ----------------------- | ----------------------------------------------------------- | --------------------------------------- | -------------------------------------------------------------- | -------------------------------------- | ----------------------------------- | --------------------------------------- | --- |
| 전장 (mm)               | 4,530                                                       | 4,530                                   | 4,530                                                          | 4,530                                  | 4,530                               | 4,530                                   | 4,340 |
| 전폭 (mm)               | 1,775                                                       | 1,775                                   | 1,775                                                          | 1,775                                  | 1,775                               | 1,775                                   | 1,775 |
| 전고 (mm)               | 1,460                                                       | 1,460                                   | 1,460                                                          | 1,460                                  | 1,460                               | 1,460                                   | 1,460 |
| 축거 (mm)               | 2,650                                                       | 2,650                                   | 2,650                                                          | 2,650                                  | 2,650                               | 2,650                                   | 2,650 |
| 윤거 (전, mm)           | 1,555(R15)                                                  | 1,557(R15) 1,539(R17)                   | 1,557(R15) 1,539(R17)                                          | 1,539(R17)                             | 1,555(R15)                          | 1,557(R15)                              | 1,557(R15) 1,539(R17) |
| 윤거 (후, mm)           | 1,565(R15)                                                  | 1,564(R15) 1,546(R17)                   | 1,564(R15) 1,546(R17)                                          | 1,546(R17)                             | 1,565(R15)                          | 1,564(R15)                              | 1,564(R15) 1,546(R17) |
| 승차 정원               | 5명                                                         | 5명                                     | 5명                                                            | 5명                                    | 5명                                 | 5명                                     | 5명 |
| 변속기                  | 수동 5단 자동 4단                                           | 수동 6단 자동 6단                       | 자동 6단                                                       | 자동 4단                               | 자동 4단                            | 수동 6단 자동 6단                       | 수동 6단 자동 6단 |
| 서스펜션 (전/후)        | 맥퍼슨 스트럿/토션 빔                                       | 맥퍼슨 스트럿/토션 빔                   | 맥퍼슨 스트럿/토션 빔                                          | 맥퍼슨 스트럿/토션 빔                  | 맥퍼슨 스트럿/토션 빔               | 맥퍼슨 스트럿/토션 빔                   | 맥퍼슨 스트럿/토션 빔 |
| 구동 형식               | 전륜 구동                                                   | 전륜 구동                               | 전륜 구동                                                      | 전륜 구동                              | 전륜 구동                           | 전륜 구동                               | 전륜 구동 |
| 연료                    | 가솔린                                                      | 가솔린                                  | 가솔린                                                         | 가솔린                                 | 디젤                                | LPG                                     | 가솔린 |
| 배기량 (cc)             | 1,591                                                       | 1,591                                   | 1,591                                                          | 1,998                                  | 1,582                               | 1,591                                   | 1,591 |
| 최고 출력 (ps/rpm)      | 124/6,300                                                   | 140/6,300                               | 140/6,300                                                      | 156/6,200                              | 128/4,000                           | 120/6,000                               | 140/6,300 |
| 최대 토크 (kg*m/rpm)    | 15.9/4,300                                                  | 17.0/4,850                              | 17.0/4,850                                                     | 19.8/4,300                             | 26.5/2,000                          | 15.5/4,500                              | 17.0/4,850 |
| 모터 최고 출력 (Kw/rpm) | —                                                           | —                                       | —                                                              | —                                      | —                                   | —                                       | — |
| 모터 최대 토크 (Nm/rpm) | —                                                           | —                                       | —                                                              | —                                      | —                                   | —                                       | — |
| 연료 탱크 용량 (ℓ)      | 52                                                          | 52                                      | 52                                                             | 52                                     | 52                                  | 45                                      | 52 |
| 요소수 탱크 용량 (ℓ)    | —                                                           | —                                       | —                                                              | —                                      | —                                   | —                                       | — |
| 공차 중량 (kg)          | 1,162(수동 5단)/ 1,187(자동 4단)                            | 1,173(수동 6단)/ 1,190(자동 6단)        | 1,190(자동 6단)                                                | 1,232(자동 4단)                        | 1,279(자동 4단)                     | 1,180(수동 6단)/ 1,210(자동 6단)        | 1,195(수동 6단)/ 1,228(자동 6단)                                                                                                |
| 연비 (km/ℓ)             | 16.1(수동 5단)/ 14.1(자동 4단) (이후 15.2(자동 4단)로 변경) | 17.5(수동 6단)/ 16.5(자동 6단)          | 17.5(자동 6단)                                                 | 13.6(자동 4단)                         | 16.5(자동 4단)                      | 13.0(수동 6단)/ 12.0(자동 6단)          | 16.6(수동 6단)/ 15.7(자동 6단) (이후 도심 12.2/고속 15.4/복합 13.5(수동 6단)/ 도심 11.7/고속 15.0/복합 13.0(자동 6단)으로 변경) |
| Co2 배출량 (g/km)       | 145(수동 5단)/ 166(자동 4단) (이후 154(자동 4단)로 변경)    | 134(수동 6단)/ 142(자동 6단)            | 134(자동 6단)                                                  | 172(자동 4단)                          | 163(자동 4단)                       | 136(수동 6단)/ 147(자동 6단)            | 141(수동 6단)/ 149(자동 6단) (이후 127(수동 6단)/ 133(자동 6단)으로 변경)                                                       |

| 구분                    | 포르테 쿱 1.6ℓ 감마 MPi (2009년~2010년) | 뉴 포르테 쿱 1.6ℓ 감마 GDi (2010년~2013년)                                                                                      | 포르테 쿱 2.0ℓ 세타 Ⅱ MPi (2009년~2010년) | 뉴 포르테 쿱 2.0ℓ 세타 Ⅱ MPi (2010년~2013년)                                                                                 | 포르테 하이브리드 LPi 1.6ℓ 감마 LPi (2009년~2013년)          |
| ----------------------- | --------------------------------------- | --- | ----------------------------------------- | --- | ------------------------------------------------------------ |
| 전장 (mm)               | 4,480                                   | 4,480 | 4,480                                     | 4,480 | 4,550                                                        |
| 전폭 (mm)               | 1,765                                   | 1,765 | 1,765                                     | 1,765 | 1,775                                                        |
| 전고 (mm)               | 1,400                                   | 1,400 | 1,400                                     | 1,400 | 1,460                                                        |
| 축거 (mm)               | 2,650                                   | 2,650 | 2,650                                     | 2,650 | 2,650                                                        |
| 윤거 (전, mm)           | 1,546(R16) 1,542(R17)                   | 1,546(R16) 1,542(R17) | 1,542(R17)                                | 1,542(R17) | 1,555(R15)                                                   |
| 윤거 (후, mm)           | 1,550(R16) 1,546(R17)                   | 1,550(R16) 1,546(R17) | 1,546(R17)                                | 1,546(R17) | 1,565(R15)                                                   |
| 승차 정원               | 5명                                     | 5명 | 5명                                       | 5명 | 5명                                                          |
| 변속기                  | 수동 5단 자동 4단                       | 수동 6단 자동 6단 | 수동 5단 자동 4단                         | 수동 6단 자동 6단 | CVT                                                          |
| 서스펜션 (전/후)        | 맥퍼슨 스트럿/토션 빔                   | 맥퍼슨 스트럿/토션 빔 | 맥퍼슨 스트럿/토션 빔                     | 맥퍼슨 스트럿/토션 빔 | 맥퍼슨 스트럿/토션 빔                                        |
| 구동 형식               | 전륜 구동                               | 전륜 구동 | 전륜 구동                                 | 전륜 구동 | 전륜 구동                                                    |
| 연료                    | 가솔린                                  | 가솔린 | 가솔린                                    | 가솔린 | LPG + 전기                                                   |
| 배기량 (cc)             | 1,591                                   | 1,591 | 1,998                                     | 1,998 | 1,591                                                        |
| 최고 출력 (ps/rpm)      | 124/6,300                               | 140/6,300 | 158/6,200                                 | 158/6,200 | 114/5,800                                                    |
| 최대 토크 (kg*m/rpm)    | 15.9/4,300                              | 17.0/4,850 | 20.2/4,300                                | 20.2/4,300 | 15.1/4,500                                                   |
| 모터 최고 출력 (Kw/rpm) | —                                       | — | —                                         | — | 15                                                           |
| 모터 최대 토크 (Nm/rpm) | —                                       | — | —                                         | — | 105                                                          |
| 연료 탱크 용량 (ℓ)      | 52                                      | 52 | 52                                        | 52 | 45                                                           |
| 요소수 탱크 용량 (ℓ)    | —                                       | — | —                                         | — | —                                                            |
| 공차 중량 (kg)          | 1,154(수동 5단)/ 1,179(자동 4단)        | 1,166(수동 6단)/ 1,185(자동 6단)                                                                                                | 1,201(수동 5단)/ 1,215(자동 4단)          | 1,207(수동 6단)/ 1,234(자동 6단)                                                                                             | 1,297(CVT)                                                   |
| 연비 (km/ℓ)             | 16.1(수동 5단)/ 15.0(자동 4단)          | 17.0(수동 6단)/ 15.7(자동 6단) (이후 도심 12.5/고속 15.8/복합 13.8(수동 6단)/ 도심 11.7/고속 15.0/복합 13.0(자동 6단)으로 변경) | 14.3(수동 5단)/ 12.9(자동 4단)            | 14.4(수동 6단)/ 13.1(자동 6단) (이후 도심 10.7/고속 13.5/복합 11.8(수동 6단)/ 도심 9.8/고속 12.6/복합 10.9(자동 6단)로 변경) | 17.8(CVT) (이후 도심 12.8/고속 15.9/복합 14.0(CVT)으로 변경) |
| Co2 배출량 (g/km)       | 145(수동 5단)/ 156(자동 4단)            | 138(수동 6단)/ 149(자동 6단) (이후 124(수동 6단)/ 134(자동 6단)으로 변경)                                                       | 163(수동 5단)/ 181(자동 4단)              | 163(수동 6단)/ 179(자동 6단) (이후 148(수동 6단)/ 162(자동 6단)로 변경)                                                      | 99(CVT) (이후 93(CVT)으로 변경)                              |

## 역대 슬로건

### 1세대(TD/XK)
- Luxury 1.6 (포르테)
- 2 is ENOUGH (포르테 쿱)
- MOVE TO GREEN (포르테 하이브리드 LPi)
- WORLD CLASS (포르테)
- Beautiful Performance (뉴 포르테 GDI)

## 라인업

### 포르테
1.6ℓ CVVT 가솔린
- S 기본형
- S 고급형
- Si
- Si 블랙
- Si 브라운
- W 에디션
- SLi
- SLi 블랙 스페셜

1.6ℓ VGT 디젤
- S 고급형
- Si
- Si 블랙

2.0ℓ CVVT 가솔린
- Si 블랙
- SLi 블랙 스페셜

### 뉴 포르테(GDi)
1.6ℓ CVVT 가솔린
- 디럭스
- 디럭스 에코 플러스
- 럭셔리
- 럭셔리 에코 플러스
- 프레스티지

### 뉴 포르테 해치백(GDi)
1.6ℓ CVVT 가솔린
- 디럭스
- 럭셔리
- 프레스티지

### 포르테 쿱
1.6ℓ CVVT 가솔린
- 기본
- 고급
- 고급 레드 프리미엄

2.0ℓ CVVT 가솔린
- 고급
- 고급 레드 프리미엄

### 뉴 포르테 쿱(GDi)
1.6ℓ CVVT 가솔린
- 럭셔리
- 프레스티지

2.0ℓ CVVT 가솔린
- 프레스티지

### 뉴 포르테 LPi
1.6ℓ LPi
- 럭셔리

### 포르테 하이브리드 LPi
1.6ℓ LPi
- HEV 기본
- HEV 고급
- HEV 최고급

## 중국형 2세대(ND)

### 중국형 더 기아 포르테(2017년11월~2023년11월)

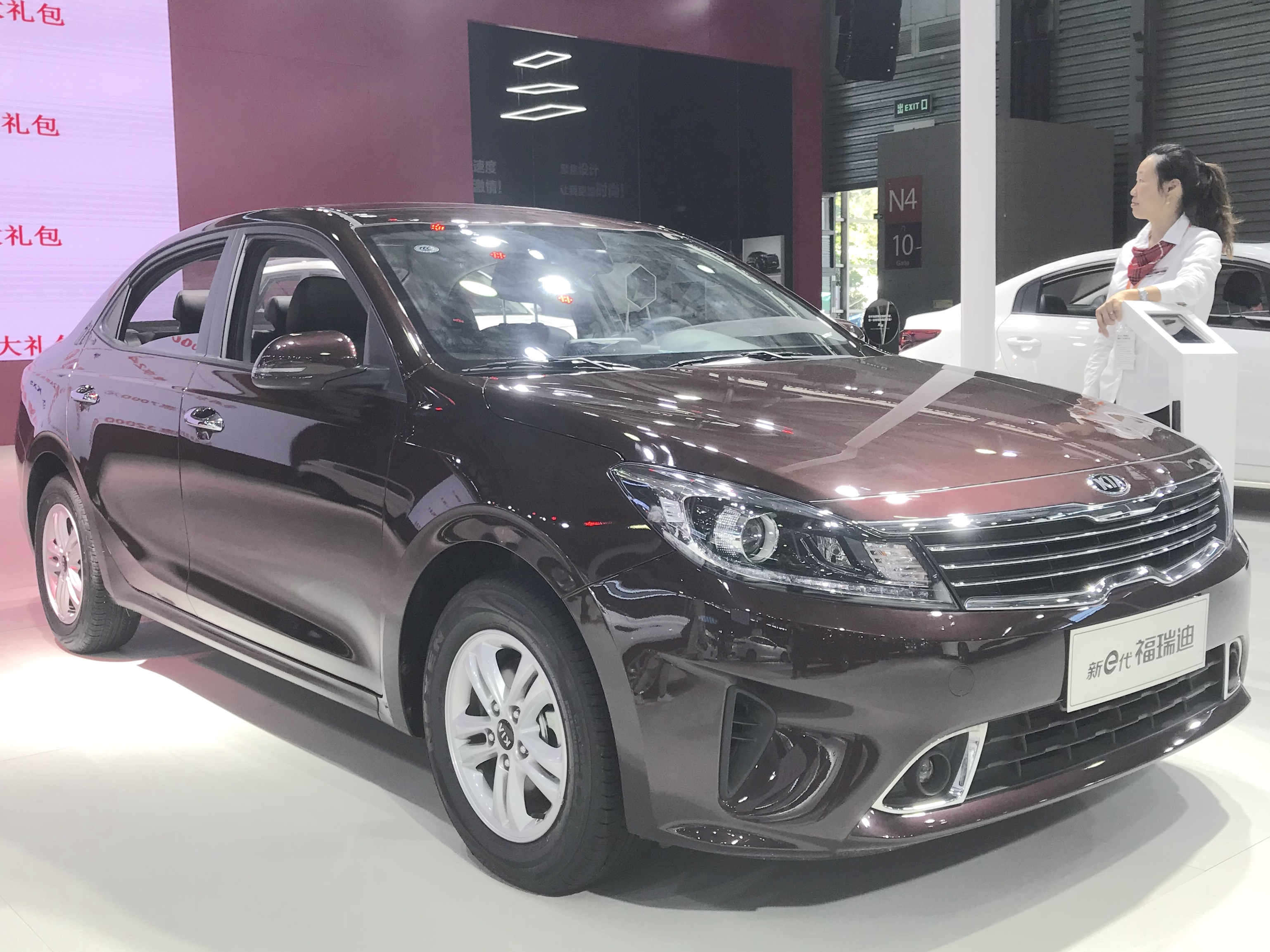
기아 포르테 정측면

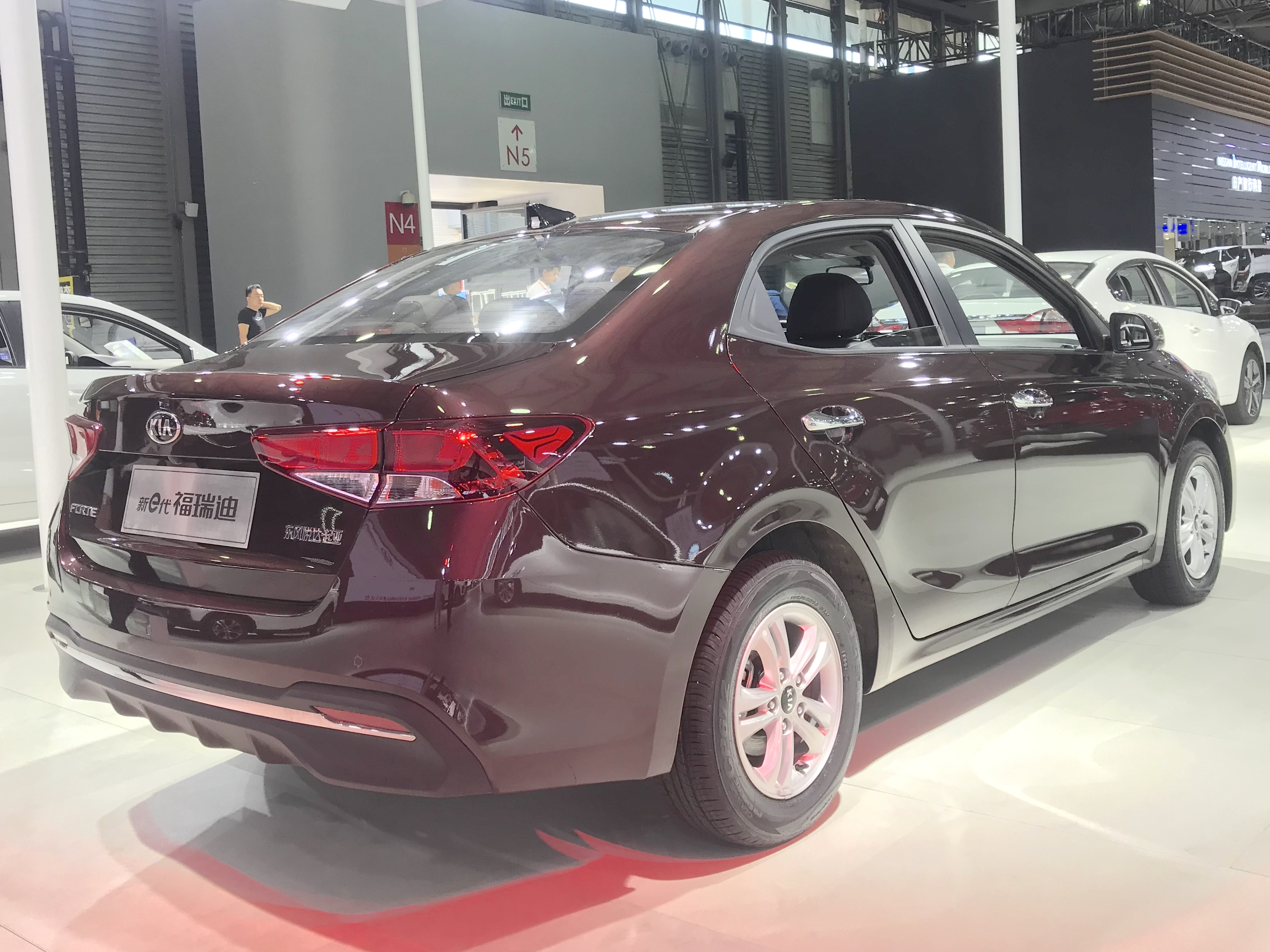
기아 포르테 후측면

2017년 11월 7일에 출시되었다. 중국에서만 생산 및 판매되는 전략 차종으로, 기존 포르테의 언더 바디를 활용하였다. 1.6ℓ 감마 GDi 가솔린 엔진에 6단 수동변속기나 6단 자동변속기가 조합되었다. 중국 내 합자사 최초로 바이두의 커넥티비티 서비스인 통신형 내비게이션 바이두 맵오토와 대화형 음성 인식 서비스인 두어 OS 오토 등이 구현되었으며, 이를 활용하여 실시간 교통 정보가 반영된 빠른 길 찾기와 주변 정보 검색 등의 정보를 얻을 수 있고, 음성 명령으로 차량 내 일부 편의 기능을 작동시키거나 차량 내 결제시스템을 통하여 음악 다운로드나 주차비 결제 등을 할 수 있다. 그리고 2021년형에는 기아 신형로고를 달았다. 2023년 11월 1일에는 같은 세그먼트의 현대 셀레스타와 후속없이 단종되었다.

## 각종 미디어에서의 등장

### 만화에서의 등장
- 변신자동차 또봇 - 또봇 Y (2010년식 포르테 쿱)